# Округ Еколс (Џорџија)
Еколс (енгл. Echols County) је округ у америчкој савезној држави Џорџија.

## Демографија
По попису из 2010. године број становника је 4.034, што је 280 (7,5%) становника више него 2000. године.
| Група             | 2000.         | 2010.         |
| Белци             | 2.688 (71,6%) | 2.555 (63,3%) |
| Афроамериканци    | 260 (6,9%)    | 171 (4,2%)    |
| Азијати           | 3 (0,1%)      | 13 (0,3%)     |
| Хиспаноамериканци | 739 (19,7%)   | 1.183 (29,3%) |
| Укупно            | 3.754         | 4.034         |